# Библиография Вуди Аллена
Это список изданных произведений Вуди Аллена.

Русские названия указаны только для произведений, переведённых на русский язык.

## Рассказы

### Сборник «Сводя счёты» (Getting Even), 1971
- Квитанции Меттерлинга (The Metterling Lists)
- Взгляд на организованную преступность (A Look at Organized Crime)
- Мемуары Шмида (The Schmeed Memoirs)
- Моя философия (My Philosophy)
- Да, но разве паровая машина смогла бы сделать такое? (Yes, But Can the Steam Engine Do This?)
- Смерть открывает карты (пьеса) (Death Knocks)
- Весенний бюллетень (Spring Bulletin)
- Хасидские притчи (с руководством по их толкованию, составленным выдающимся талмудистом) (Hassidic Tales, with a Guide to their Interpretation by the Noted Scholar)
- Записки обжоры (после чтения в самолёте Достоевского и свежего номера журнала «Диета») (Notes from the Overfed)
- Помню, в 20-х... (A Twenties Memory)
- Граф Дракула (Count Dracula)
- A Little Louder, Please
- Беседы с Гельмгольцем (Conversations with Helmholtz)
- Viva Vargas!
- The Discovery and Use of the Fake Ink Blot
- Босс (Mr. Big)

### Сборник «Без перьев» (Without Feathers), 1975
Книга продержалась четыре месяца в списке бестселлеров New York Times.

Название отсылает к стихотворению Эмили Дикинсон «Надежда — это вещь с перьями»
- Из записных книжек (Selections from The Allen Notebooks)
- Популярная парапсихология (Examining Psychic Phenomena)
- Спутник меломана (пять малоизвестных балетов) (A Guide to Some of the Lesser Ballets)
- Свитки Красного моря (The Scrolls)
- Размышляя о женщинах Йобсена (Lovborg's Women Considered)
- Шлюха духа (The Whore of Mensa)
- Смерть (пьеса) (Death)
- Ранние эссе (The Early Essays)
- Спутник инакомыслящего (сборник полезных советов) (A Brief Yet Helpful Guide to Civil Disobedience)
- И тут появился инспектор Форд... (проверьте свою смекалку) (Match Wits With Inspector Ford)
- Ирландский гений (The Irish Genius)
- Бог (пьеса) (God)
- Волшебные истории и небывалые существа (животные и люди в мифах и преданиях) (Fabulous Tales and Mythical Beasts)
- Всё то же солнце... (But Soft. Real Soft)
- Если бы импрессионисты были дантистами (фантазия, исследующая эволюцию характера) (If the Impressionists Had Been Dentists)
- Ещё не каддиш по Вайнштейну (No Kaddish for Weinstein)
- Золотые времена (мемуары из первых рук) (Fine Times: An Oral Memoir)
- Slang Origins

### Сборник «Побочные эффекты» (Side Effects), 1980
Сборник включает 17 рассказов, написанных между 1975 и 1980 годами и опубликованных ранее в The New Republic, The New York Times, The New Yorker и The Kenyon Review.

Рассказ «Образ Сиднея Кугельмаса в романе „Госпожа Бовари“» получил в 1978 году премию О. Генри.
- Памяти Нудельмана (Remembering Needleman)
- Приговорённый (The Condemned)
- Обделённые судьбой (By Destiny Denied)
- Осторожно, НЛО (The UFO Menace)
- Моя апология (My Apology)
- Образ Сиднея Кугельмаса в романе «Госпожа Бовари» (The Kugelmass Episode)
- Я обращаюсь к выпускникам (My Speech to the Graduates)
- Диета (The Diet)
- История моего безумия (The Lunatic's Tale)
- Города и люди (путевые заметки) (Reminiscences: Places and People)
- Наше подлое время (Nefarious Times We Live In)
- Огромный шаг для всего человечества (A Giant Step for Mankind)
- Пустейший человек (The Shallowest Man)
- Вопрос президенту Линкольну (The Query)
- У Фабрицио. Анализ и резонанс (Fabrizio's: Criticism and Response)
- Кара (Retribution)
- Записки старого вора (Confessions of a Burglar)

### Сборник «Чистая анархия» (Mere Anarchy), 2007
- To Err Is Human − To Float, Divine
- Tandoori Ransom
- Sam, You Made the Pants Too Fragrant
- Наёмное перо (This Nib for Hire)
- Calisthenics, Poison Ivy, Final Cut
- Nanny Dearest
- How Deadly Your Taste Buds, My Sweet
- Glory Hallelujah, Sold!
- Caution, Falling Moguls
- The Rejection
- Sing, You Sacher Tortes
- On a Bad Day You Can See Forever
- Attention Geniuses: Cash Only
- Strung Out
- Above the Law, Below the Box Springs
- Thus Ate Zarathustra
- Surprise Rocks Disney Trial
- Pinchuck's Law

## Apropos of Nothing
Автобиография, вышедшая в 2020 году в нью-йоркском издательстве Arcade Publishing.

### Рассказы для журналов
Это список рассказов, опубликованных в журнале The New Yorker, не включённых ни в один из сборников. 
- Over, Around, and Through, Your Highness (2008)
- Think Hard, It’ll Come Back to You (2008)
- Tails of Manhattan (2009)
- Will the Real Avatar Please Stand Up (2010)
- Money Can Buy Happiness − As If (2011)
- Not a Creature Was Stirring (2012)
- Now, Where Did I Leave That Oxygen Tank? (2013)

## Пьесы
- Don't Drink the Water: A comedy in two acts (1967)
- Play It Again, Sam (1969)
- The Floating Light Bulb (1981)
- Сборник «Риверсайд Драйв» (Three One-Act Plays), 2003
  - Риверсайд Драйв (Riverside Drive)
  - Олд-Сэйбрук (Old Saybrook)
  - Централ-Парк Вест (Central Park West)
- A Second Hand Memory: A drama in two acts (2005)

Пьесы «Бог» и «Смерть» включены в сборник рассказов «Без перьев», а «Смерть открывает карты» — в «Сводя счёты».

## Киносценарии
- Four Films: Annie Hall, Interiors, Manhattan, Stardust Memories (1982)
- Hannah and Her Sisters (1988)
- Three Films of Woody Allen: Zelig, Broadway Danny Rose & The Purple Rose of Cairo (1990)

## Антологии
- The Complete Prose of Woody Allen (1992)
- The Insanity Defense: The Complete Prose (2007)

## Нехудожественные произведения
- Интервью: беседы со Стигом Бьоркманом (2005)

## Издания в России
- Аллен, Вуди. Шутки Господа [пер. с англ. Олега Дормана] — М.: Иностранка, 2003. — 351 с. — (The Best of Иностранка). ISBN 978-5-94145-343-6
- Аллен, Вуди. Записки городского невротика, маленького очкастого еврея, вовремя бросившего писать. — СПб.: Symposium, 2003. — 339 с. ISBN 978-5-89091-190-2
- Аллен, Вуди. Риверсайд Драйв [пер. с англ. Олега Дормана] — М.: Иностранка, 2004. — 173 с. — (The Best of Иностранка). ISBN 5-94145-265-9, ISBN 978-5-94145-265-1
- Аллен, Вуди. Наёмное перо [пер. с англ. Анастасии Коньковой] // Playboy Россия. — 2007. — №9. — с.142−147
- Аллен, Вуди. Интервью: беседы со Стигом Бьоркманом. — М.: Азбука, 2008. — 544 с. — (АртХаус). — ISBN 978-5-91181-851-7.
- Аллен, Вуди. Без перьев. — М.: АСТ: Corpus, 2013. — 288 с. ISBN 978-5-17-077723-5
- Аллен, Вуди. Побочные эффекты. — М.: АСТ: Corpus, 2013. — 256 с. ISBN 978-5-17-077719-8
- Аллен, Вуди. Риверсайд-драйв. — М.: АСТ: Corpus, 2014. — 192 с. ISBN 978-5-17-083764-9
- Аллен, Вуди. Сводя счёты. — М.: АСТ: Corpus, 2014. — 224 с. ISBN 978-5-17-084391-6